# Flor de Quihua
Flor de Quihua o Quihua por su abreviatura es un pequeño poblado ubicado en la comuna de San Carlos en la Región de Ñuble, Chile.
Según el censo del año 2002 la localidad tenía una población de 299 habitantes, la que el 2008 podría llegar a los 356 habitantes.
Es conocida por la sus balnearios a la orilla del Río Ñuble en donde se realizan fiestas y concursos.
- Datos: Q5862657